# Kanton Villeneuve-sur-Yonne
Der Kanton Villeneuve-sur-Yonne ist seit 1790 ein französischer Wahlkreis im Arrondissement Sens im Département Yonne und in der Region Bourgogne-Franche-Comté; sein Hauptort ist Villeneuve-sur-Yonne.

## Gemeinden
Der Kanton besteht aus zwölf Gemeinden mit insgesamt 13.935 Einwohnern (Stand: 1. Januar 2022) auf einer Gesamtfläche von 110,95 km²:
| Gemeinde                    | Einwohner 1. Januar 2022 | Fläche km² | Dichte Einw./km² | Code INSEE | Postleitzahl |
| --------------------------- | ------------------------ | ---------- | ---------------- | ---------- | ------------ |
| Armeau                      | 759                      | 10,31      | 74               | 89018      | 89500        |
| Bussy-le-Repos              | 455                      | 23,79      | 19               | 89060      | 89500        |
| Chaumot                     | 701                      | 14,86      | 47               | 89094      | 89500        |
| Dixmont                     | 898                      | 42,18      | 21               | 89142      | 89500        |
| Étigny                      | 752                      | 6,86       | 110              | 89160      | 89510        |
| Les Bordes                  | 553                      | 18,68      | 30               | 89051      | 89500        |
| Marsangy                    | 858                      | 14,68      | 58               | 89245      | 89500        |
| Passy                       | 329                      | 5,74       | 57               | 89291      | 89510        |
| Piffonds                    | 588                      | 24,55      | 24               | 89298      | 89330        |
| Rousson                     | 386                      | 5,62       | 69               | 89327      | 89500        |
| Véron                       | 1.853                    | 15,91      | 116              | 89443      | 89510        |
| Villeneuve-sur-Yonne        | 5.130                    | 40,00      | 128              | 89464      | 89500        |
| Kanton Villeneuve-sur-Yonne | 13.262                   | 223,18     | 59               | 8920       | –            |

Bis zur landesweiten Neuordnung der französischen Kantone im März 2015 gehörten zum Kanton Villeneuve-sur-Yonne die acht Gemeinden Armeau, Bussy-le-Repos, Chaumot, Dixmont, Les Bordes, Piffonds, Rousson und Villeneuve-sur-Yonne. Sein Zuschnitt entsprach einer Fläche von 179,99 km2. Er besaß vor 2015 einen anderen INSEE-Code als heute, nämlich 8937.

## Bevölkerungsentwicklung
| Jahr                       | 1962 | 1968 | 1975 | 1982 | 1990 | 1999 | 2006 |
| Einwohner                  | 7292 | 7316 | 7477 | 7760 | 8071 | 8928 | 9300 |
| Quellen: Cassini und INSEE |      |      |      |      |      |      |      |